# Deportes Melipilla
Corporacion de Deportes Melipilla ist ein chilenischer Fußballverein aus Melipilla. Der Verein wurde 1992 gegründet und trägt seine Heimspiele im Estadio Municipal Roberto Bravo Santibáñez aus, das Platz für 6500 Zuschauer bietet.

## Geschichte
Der Verein Corporacion de Deportes Melipilla wurde am 24. Januar 1992 in der Stadt Melipilla, mit heutzutage etwas mehr als 60.000 Einwohnern in der Región Metropolitana de Santiago im Zentrum Chiles gelegen, gegründet. Seine Heimspiele begann der neu gegründete Verein im Estadio Municipal Roberto Bravo Santibáñez auszutragen, das Platz bietet für 6500 Zuschauer. Das Stadion wurde bereits im Jahre 1942 erbaut und diente zuvor anderen Vereinen aus Melipilla, die zum Teil auch als Vorgängervereine von Deportes Melipilla betrachtet werden können, als Heimstätte.
Deportes Melipilla brauchte nur ein Jahr, um erstmals den Aufstieg in die Primera División zu schaffen. Als Zweiter der Primera División B gelang in der Zweitligasaison 1992 der Sprung in die erste Liga, dort ereilte den Klub allerdings der direkte Wiederabstieg. In der Folge dauerte es bis ins Jahr 2005, ehe man Deportes Melipilla wieder in der Primera División fand. Zuvor hatte man sich durch die Meisterschaft in der Primera División B 2004 den Aufstieg gesichert. Doch erneut war die Erstklassigkeit in Melipilla nicht von langer Dauer, denn gleich im ersten Jahr nach der Rückkehr in die höchste Spielklasse stieg man aus dieser auch wieder ab. Zu dieser Zeit war Deportes Melipilla eine regelrechte Fahrstuhlmannschaft, denn als Absteiger stieg man in der Primera División B 2006 auch sofort wieder auf. Und diesmal konnte sich die Mannschaft auch erstmals in einer Erstligasaison den Klassenerhalt sichern. Nach Platz zehn in der Saison 2007 lief die Spielzeit darauf jedoch wieder weniger erbaulich und es folgte der Wiederabstieg in die zweite Liga. 
Danach ging es für Deportes Melipilla steil bergab. Dem Abstieg in die zweite Liga folgte bald der in die Segunda División Profesional, die dritthöchste Liga im chilenischen Fußball. Gar in die Tercera División, die vierte Liga, ging es für eine Spielzeit. 2017 gelang Deportes Melipilla der Aufstieg in die Primera B. Trotz nur Platz 5 in der Ligatabelle konnte sich das Team mit Torschützenkönig Gonzalo Sosa anschließend in den Aufstiegsspielen durchsetzen. 2020 gelang Melipilla der Aufstieg in die Erstklassigkeit, musste aber aufgrund finanzieller Gründe zwangsabsteigen. 2022 folgte nach nur neun Monaten der Absturz in die Drittklassigkeit.

## Erfolge
- Chilenische Zweitligameisterschaft: 2× (2004, 2006)

## Bekannte Spieler
- Rodrigo Barrera, chilenischer WM-Teilnehmer von 1998, auf Vereinsebene vor allem bei Universidad Católica und Universidad de Chile aktiv, 2005 kurz bei Deportes Melipilla
- José Carlos Fernández, 25-facher bolivianischer Fußballnationalspieler, spielte bei einer Vielzahl von Vereinen in seiner Karriere, 2007 ein Jahr lang in Melipilla
- Arturo Vidal, entstammt der Jugendabteilung von Deportes Melipilla, später bei Colo-Colo, Bayer 04 Leverkusen und Juventus Turin, außerdem WM-Teilnehmer von 2010